# Kanton Douvaine
Kanton Douvaine is een voormalig kanton van het Franse departement Haute-Savoie. Kanton Douvaine maakte deel uit van het arrondissement Thonon-les-Bains en telde 19.895 inwoners in 1999. Het werd opgeheven bij decreet van 13 februari 2014, met uitwerking op 22 maart 2015.

## Gemeenten
Het kanton omvatte de volgende gemeenten:
- Ballaison
- Bons-en-Chablais
- Brenthonne
- Chens-sur-Léman
- Douvaine (hoofdplaats)
- Excenevex
- Fessy
- Loisin
- Lully
- Massongy
- Messery
- Nernier
- Veigy-Foncenex
- Yvoire